# Lorena Bogza
Lorena Bogza (n. 23 aprilie 1971, Piatra Neamț) este o prezentatoare de televiziune din Republica Moldova. Ea activează la postul Pro TV Chișinău începând cu anul 1999. Ea este cunoscută mai ales ca prezentatoare a emisiunii politice În PROfunzime.
De profesie este filolog.
În 2009 ea a fost decorată de președintele Republicii Moldova Mihai Ghimpu cu Ordinul Republicii.
Pe 20 octombrie 2013 ea a ieșit pentru prima dată în public cu partenerul său, consilierul municipal Iurie Nastas, iar cu ceva timp înainte de asta a fost invitată la o emisiune unde recunoscuse că este însărcinată și așteaptă un copil. Pe 23 martie 2014 a născut o fetiță pe nume Daria.

## Legături externe
- Lorena Bogza Arhivat în 22 octombrie 2013, la Wayback Machine. pe vipmagazin.md
- Blog despre Lorena Bogza
- Pagina de prezentare ProTV Chișinău